# 85e corps d'armée
Le 85e corps d'armée (en allemand : LXXXV. Armeekorps) était un corps d'armée de l'armée de terre allemande, la Heer, au sein de la Wehrmacht pendant la Seconde Guerre mondiale.

## Hiérarchie des unités
| Nom          | Nbre d'hommes       | Unités subalternes                | Grade de commandement                 |
| ------------ | ------------------- | --------------------------------- | ------------------------------------- |
| Heeresgruppe | + 300 000           | 2 à + Armeen (Armées)             | Generaloberst ou Generalfeldmarschall |
| Armee        | + 100 000 - 300 000 | 2 à + Armeekorps (Corps d'armées) | General ou Generaloberst              |
| Armeekorps   | + 30 000 - 80 000   | 2 à + Divisionen (Division)       | Generalleutnant ou General            |
| Division     | + 10 000 – 20 000   | 2 à 6 Brigaden (Brigade)          | Generalmajor ou Generalleutnant       |
| Brigade      | + 3 000 – 5 000     | jusqu'à 3 Regimentern (Régiment)  | Oberst ou Generalmajor                |

## Historique
Le LXXXV. Armeekorps a été créé en octobre 1943 dans le sud de la France sous le nom de Generalkommando Knieß.

Le 10 juillet 1944, son état-major est nommé Generalkommando LXXXV. Armeekorps z.b.V. pour prendre le 2 décembre 1944 son nom définitif de Generalkommando LXXXV. Armeekorps.
Il se rend en mai 1945 aux forces alliées dans la région de Pilsen en Tchéquie

## Organisation

### Commandants successifs
| Date                                | Grade                    | Commandant                  |
| ----------------------------------- | ------------------------ | --------------------------- |
| Octobre 1943 - 15 novembre 1944     | General der Infanterie   | Baptist Knieß               |
| 15 novembre 1944 - 16 décembre 1944 | General der Infanterie   | Friedrich-August Schack     |
| 16 décembre 1944 - 28 mars 1945     | General der Infanterie   | Baptist Knieß               |
| 29 mars 1945 - 5 mai 1945           | General der Panzertruppe | Smilo Freiherr von Lüttwitz |

### Chef des Generalstabes
| Date                                | Grade              | Commandant       |
| ----------------------------------- | ------------------ | ---------------- |
| Octobre 1943 - 1er février 1944     | Oberst der Reserve | Rudolf von Oppen |
| 1er février 1944 - 15 novembre 1944 | Oberst i.G.        | Hans Behle       |
| 15 novembre 1944 - Mai 1945         | Oberst i.G.        | Hermann Lassen   |

### 1. Generalstabsoffizier (Ia)
| Date                              | Grade      | Commandant         |
| --------------------------------- | ---------- | ------------------ |
| 1er février 1944 - 5 février 1945 | Major i.G. | Hans-Jürgen Becker |
| 5 février 1945 - Mai 1945         | Major i.G. | Krüger             |

## Théâtres d'opérations
- Sud de la France : Juillet 1944 - Décembre 1944
- Front de l'Ouest et Tchécoslovaquie : Décembre 1944 - Mai 1945

## Ordre de batailles

### Rattachement d'Armées
| Date     | Armée     | Groupe d'Armées |
| -------- | --------- | --------------- |
| 1943     |           |                 |
| Octobre  | 19. Armee | Heeresgruppe D  |
| 1944     |           |                 |
| Janvier  | 19. Armee | Heeresgruppe D  |
| Mai      | 19. Armee | Heeresgruppe G  |
| Décembre | 7. Armee  | Heeresgruppe G  |
| 1945     |           |                 |
| Janvier  | 7. Armee  | Heeresgruppe B  |
| Février  | 1. Armee  | Heeresgruppe G  |
| Avril    | 7. Armee  | Heeresgruppe G  |

### Unités subordonnées
24 septembre 1943
- 715. Infanterie-Division
- Panzer-Grenadier-Division Feldherrnhalle

26 octobre 1943
- 715. Infanterie-Division

8 novembre 1943
- 242. Infanterie-Division (avec le Sicherungs-Regiment 5)
- Sicherungs-Regiment 95
- 148. Reserve-Division (avec la 715. Infanterie-Division)

26 décembre 1943
- 244. Infanterie-Division
- 242. Infanterie-Division
- 148. Reserve-Division

15 avril 1944
- 338. Infanterie-Division
- 244. Infanterie-Division

16 septembre 1944
- 11. Panzer-Division

28 septembre 1944
- 159. Reserve-Division

16 octobre 1944
- 159. Infanterie-Division
- 189. Infanterie-Division

5 novembre 1944
- 159. Infanterie-Division
- 189. Infanterie-Division
- 338. Infanterie-Division

31 décembre 1944
- 79. Volks-Grenadier-Division
- 352. Volks-Grenadier-Division

1er mars 1945
- 719. Infanterie-Division
- 347. Infanterie-Division
- 559. Volks-Grenadier-Division

12 avril 1945
- 11. Panzer-Division
- Kampfgruppe du Generalleutnant Josef Schrötter

## Sources
- LXXXV. Armeekorps sur Lexikon-der-wehrmacht.de